# Petar Tomac
Petar Tomac, hrvaški general, * 12. oktober 1899, † 7. april 1973.

## Življenjepis
Tomac, častnik VKJ, se je po aprilski vojni pridružil Hrvaškemu domobranstvu, kjer je dosegel čin polkovnika. Leta 1944 je prestopil v NOVJ; med vojno je bil načelnik štaba 13. divizije, načelnik Obveščevalnega oddelka GŠ NOV in PO Hrvaške in 4. armade,...
Po vojni je bil načelnik Katedre vojaške zgodovine VVA JLA, načelnik Oddelka NOV v VII, namestnik glavnega urednika Vojne enciklopedije,...